# Miranda Hart

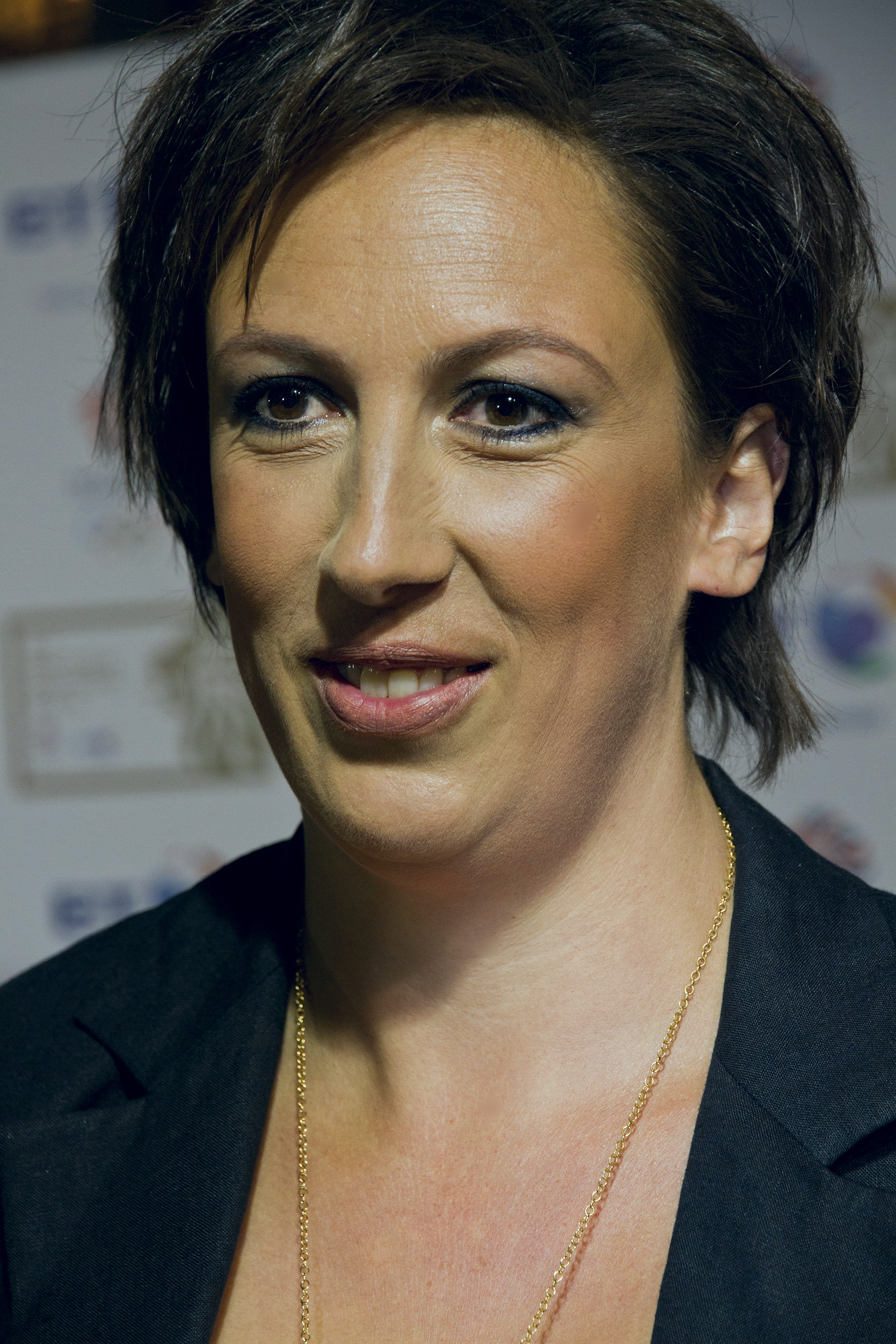
Miranda Hart (2011)

Miranda Katharine Hart Dyke (* 14. Dezember 1972 in Torquay, England) ist eine britische Schauspielerin, Autorin und Stand-up-Kabarettistin. Sie gab der BBC-Sitcom Miranda ihren Namen, deren Hauptdarstellerin und Drehbuchautorin sie ist. Im BBC-Rundfunk moderiert sie ihre eigene Sendung mit dem Titel Miranda Hart’s Joke Shop. Seit 2012 tritt sie in ihrer ersten großen ernsten Rolle in der BBC-Serie Call the Midwife – Ruf des Lebens als Camilla „Chummy“ Fortescue-Cholmondeley-Browne auf, eine Hebamme, die es in den 1950er Jahren aus dem verarmten Londoner East End in die Missionsarbeit nach Afrika zieht.

## Leben
Miranda Hart wurde 1972 in Torquay in der südwestenglischen Grafschaft Devon als Tochter des Royal-Navy-Offiziers David Hart Dyke, Kommandant des Kriegsschiffs Coventry, welches im Falklandkrieg von argentinischen Flugzeugen versenkt wurde, und dessen Frau Diana Margaret Luce geboren und wuchs in Petersfield in Hampshire auf.
Hart studierte Politik an der University of the West of England in Bristol, schloss das Studium ab und ging zur Academy of Live and Recorded Arts. 2002 stand sie in Edinburgh erstmals mit einer eigenen Comedy-Show auf der Bühne. 2004 bewarb sie sich für eine Kabarett-Show bei der BBC.
Hart trat in zahlreichen englischen Fernsehserien auf, unter anderem in Hyperdrive – Der Knall im All (BBC), Absolutely Fabulous, William and Mary, Smack the Pony, Not Going Out, Stupid!, Angelos und Comic Relief does Fame Academy. 2008 zeichnete sie die Pilotsendung für ihre eigene Show Miranda auf. Die Sitcom gehört zu den beliebtesten ihrer Art in England und gewann mehrere Preise.
Am 4. Juni 2012 war Hart Co-Moderatorin des Diamond Jubilee Concert, das anlässlich des diamantenen Kronjubiläums von Königin Elisabeth II. im Garten des Buckingham Palace stattfand. 2014 hatte sie ihre erste größere Auftrittstour im Vereinigten Königreich und Irland.

## Filmografie (Auswahl)
- 2001: Smack the Pony (Fernsehserie, Episode 3x04–3x06)
- 2004: Absolutely Fabulous (Fernsehserie, Episode 5x09)
- 2006–2007: Hyperdrive – Der Knall im All (Hyperdrive, Fernsehserie, 12 Episoden)
- 2006–2009: Not Going Out (Fernsehserie, 17 Episoden)
- 2007: I Want Candy
- 2009: Monday Monday (Fernsehserie, 7 Episoden)
- 2009–2015: Miranda (Miranda, Fernsehserie, 20 Episoden)
- 2010: Alles koscher! (The Infidel)
- seit 2012: Call the Midwife – Ruf des Lebens (Call the Midwife, Fernsehserie)
- 2015: Spy – Susan Cooper Undercover (Spy)
- seit 2017 Annie (Musical in London)
- 2018: Der Nussknacker und die vier Reiche (The Nutcracker and the Four Realms)
- 2020: Emma